# Outka
Le Outka (russe : Утка, en français : canard) est un sous-marin de la classe Bars de la marine impériale russe.

## Histoire
Le sous-marin est construit en 1915-1916 à Nikolaïev et entre en service le 20 juin 1917 (3 juillet dans le calendrier grégorien) comme sous-marin d’entraînement de la flotte de la Mer Noire. Son port d’attache est Sébastopol.
Le 16 décembre 1917 le sous-marin est intégré aux effectifs de la flotte rouge de la Mer Noire. En mai 1918 l’armée allemande entre dans Sébastopol et le Outka devient le US-3 de la Kaiserliche Marine de la Mer Noire. Le 23 octobre l’Allemagne défaite transmet le sous-marin à la flotte ukrainienne.
Les forces d’intervention franco-anglaises s’emparent du sous-marin le 24 novembre 1918 et le transfèrent le 3 mai 1919 aux Forces Armées du Sud de la Russie du général Wrangel.
Lors de l’évacuation de la Crimée par les Blancs en novembre 1920 le Outka fait partie de l’escadre du contre-amiral Behrens et rejoint d'abord Constantinople puis Bizerte.
En octobre 1924 les autorités françaises reconnaissent les prétentions de l'Union Soviétique sur les navires de la flotte blanche. Le Outka fait théoriquement partie de la flotte rouge pendant quelques jours avant d’être rayé des listes et envoyé à la casse vers 1930.

## Commandants
- 1916 : Vladimir von Krusenstern
- 01.11.1916 - 1917 : Édouard Sadovski
- mai - octobre 1918 : Oberleutnant zur See Bodo Elleke
- 1919 - 1920 et 1921 - 1922 : Capitaine en second Nestor Monastyrev